# Jiří Dvořák (fotbalista, 1944)
Jiří Dvořák (* 1944) je bývalý český fotbalový útočník a mládežnický reprezentant Československa.

## Hráčská kariéra
V československé lize hrál za Spartak Hradec Králové, vstřelil jednu prvoligovou branku.
Do Hradce Králové přišel v roce 1962 ze Železáren Prostějov.

### Prvoligová bilance
| Ročník             | Zápasy | Góly | Minuty | Klub                      |
| ------------------ | ------ | ---- | ------ | ------------------------- |
| I. liga 1962/63    | 11     | 1    | 537    | TJ Spartak Hradec Králové |
| I. liga 1965/66    | 6      | 0    | 540    | TJ Spartak Hradec Králové |
| CELKEM I. ČS. LIGA | 17     | 1    | 1 077  |                           |